# Vorstendom Galicië-Wolynië
Het vorstendom Galicië-Wolynië, na 1253 koninkrijk Galicië-Wolynië (Oekraïens: Галицько-Волинське князівство; Russisch: Галицко-Волынское княжество; Pools: Księstwo Halicko-Wołyńskie; Latijn: Galiciæ et Lodomeriæ, Regnum Rusie) was een middeleeuws Roetheens vorstendom dat het huidige Galicië en Wolynië omvatte. Het kwam voort uit het Kievse Rijk en was tussen de 12e eeuw en 14e eeuw een van de machtigste rijken van de vroege Oostelijke Slaven.

## Geschiedenis
Galicië (eigenlijk: Halytsj, naar de oorspronkelijke hoofdstad Halytsj) en Wolynië (eigenlijk: Volyn', naar een verdwenen stad aan de Zuidelijke Boeg) zijn los van elkaar ontstaan als apanages binnen het Kievse Rijk. Het vorstendom Wolynië ontstond eind 10e eeuw vanuit het vorstendom Kiev (eigenlijk: Kyiv). In 1085 maakten Terebovlja, Zvenigorod en Peremysjl zich los van Wolynië, waarna ze door huwelijken, erfenissen en oorlogen in 1124 samensmolten tot het vorstendom Galicië. Door veranderende handelsroutes in het midden van de 12e eeuw van Kaffa op de Krim via Wolynië en Galicië werden deze twee zustervorstendommen zeer welvarend en invloedrijk. Hoewel ze onderling ook concurreerden, breidden ze hun invloed uit naar het westen en noorden over gebieden die nu Pools en Belarusisch zijn, het zuidoosten naar gebieden die nu de Republiek Moldavië, Roemeens Moldavië en het Oblast Odessa zijn. Met name de vorsten van Wolynië wisten meerdere keren de troon van Kiev te bestijgen en tevens die van de Republiek Novgorod. Uiteindelijk zou de Wolynische vorst Roman Mstislavitsj Galicië veroveren in het jaar 1198 of 1199 en Halytsj de hoofdstad maken van de verenigde vorstendommen.
Roman was voortdurend in strijd verwikkeld over Kiev met Riurik Rostislavitsj van de Smolenskische clan; de oude rijkshoofdstad wisselde begin 13e eeuw meerdere keren van handen. Uiteindelijk zou Roman in 1205 om onbekende redenen een veldtocht ondernemen naar Polen, waar hij bij Zawichost sneuvelde. Het vorstendom Galicië-Wolynië raakte onmiddellijk in een diepe successieoorlog verwikkeld tussen rivaliserende vorstenhuizen: de Romanovitsji van Galicië, de Izjaslavitsji van Wolynië, de Rostislavitsji van Smolensk, Olgovitsji van Tsjernigov, de Poolse  Piasten van Sandomierz, Mazovië en Krakow, de Arpaden van Hongarije enzovoorts. Bovendien speelden de bojaren, de lokale adel, met name in de beginfase een belangrijke rol en wist er zelfs een bojaar de troon van Halytsj te bestijgen. Danylo en Vasylko, de zonen van Roman, zouden na 40 jaar lang vechten overwinnen en Galicië-Wolynië (hierna ook wel Roethenië genoemd) herenigen in 1245.
In de tussentijd had de Mongoolse invasie van het Kievse Rijk echter plaatsgevonden, waarbij vele steden in Roethenië werden verwoest of beschadigd en vele van hun inwoners gedood. Danylo en Vasylko waren naar het westelijk deel van hun gebied (de Cherven-steden oftewel Rood-Roethenië) gevlucht en van Cholm (huidig Chełm) hun nieuwe hoofdstad gemaakt. Bij hun terugkeer naar Galicië en Wolynië in 1241 besefte Danylo dat hij zich diende te onderwerpen aan de Mongoolse khan Batu van de Gouden Horde als hij bezit van deze landen wilde blijven houden. Daarom reisde hij in 1245 naar Saraj aan de Wolga: hij ging op zijn knieën voor Batu en de heilige standbeelden van de Mongoolse goden, beloofde trouw te zijn in oorlog en tribuut te betalen en kreeg daarop zijn jarlik, een bevestiging van de khan dat hij recht had om over Galicië-Wolynië te regeren.
Tussen 1251 en 1259 lijkt Danylo te hebben geprobeerd om onafhankelijk van de Gouden Horde te worden. Hij trouwde met de dochter van de grootvorst van Litouwen en sloot ook andere bondgenootschappen met Polen, Hongarije en zelfs de paus. In ruil voor de belofte de orthodoxe kerk van Roes' weer te herenigen met de katholieke kerk van Rome, ontving Danylo in 1253 uit handen van de pauselijke nuntius de kroon van de "Koning der Roethenen" (Latijn: Rex Ruthenorum) en werd hij ook wel de "Koning van Roes' " (Latijn: Rex Rus(s)ia) genoemd. In 1252 wist hij met succes de strafexpeditie van de Mongoolse veldheer Koeremsa te verslaan. Maar omdat de paus uiteindelijk niet zijn beloofde soldaten stuurde en Danylo's andere bondgenoten ook te weinig bijstand boden, stonden de Roethenen er alleen voor. In 1259 dwong een nieuw Mongools leger van Berendej koning Danylo om zijn onlangs gebouwde verdedigingswerken af te breken, zodat hij ze niet kon gebruiken tegen de Gouden Horde. Galicië en Wolynië bleven in de daaropvolgende decennia weer trouwe vazallen van de khans in Saraj.
Onmiddellijk na de dood van de laatste vorst Boleslaw Joris II in 1340 (vergiftigd door Bojaren in Volodymyr), werden Galicië en Wolynië veroverd door koning Casimir III de Grote van Polen. In eerste instantie zou Galicië-Wolynië door Bojaren geregeerd worden, maar in 1349 werd het aan de Poolse kroongebieden toegevoegd. In 1432 ging Galicië-Wolynië het Poolse woiwodschap Roethenië vormen.

## Lijst van heersers
| Periode   | Situatie                                                     | Heerser(s)                                                   | Opmerkingen                                                  |
| --------- | ------------------------------------------------------------ | ------------------------------------------------------------ | ------------------------------------------------------------ |
| 1199–1205 |                                                              | Roman van Galicië                                            |                                                              |
| 1205–1206 | politieke crisis                                             | Euphrosine Angelina                                          | als regent voor Daniel van Galicië                           |
| 1206–1211 | politieke crisis                                             | zonen van Igor Svjatoslavitsj van Tsjernigov                 |                                                              |
| 1210      | politieke crisis                                             | Rostislav II van Kiev                                        | korte periode                                                |
| 1211–1212 | politieke crisis                                             | Mstislav de Stomme                                           | als regent voor Daniel van Galicië                           |
| 1212–1214 | politieke crisis                                             | opstand onder de bojaar Volodyslav Kormyltsjytsj             |                                                              |
| 1214–1220 | Hongaarse bezetting                                          | Koloman van Galicië                                          | zoon van Andreas II van Hongarije                            |
| 1220      | Hongaarse bezetting                                          | opstand onder Mstislav de Stoute                             |                                                              |
| 1220–1232 | Hongaarse bezetting                                          | Andreas van Galicië                                          | zoon van Andreas II van Hongarije                            |
| 1232–1235 |                                                              | Daniel van Galicië                                           |                                                              |
| 1235–1238 |                                                              | zonen van Michael van Tsjernigov                             |                                                              |
| 1238–1264 |                                                              | Daniel van Galicië                                           | als eerste officieel tot koning gekroond                     |
| 1264–1269 |                                                              | Sjvarn en Leo I van Galicië                                  | co-heerschappij door zonen van Daniel                        |
| 1269–1300 |                                                              | Leo I van Galicië                                            |                                                              |
| 1300–1308 |                                                              | Joeri I van Galicië                                          |                                                              |
| 1308–1323 |                                                              | Leo II van Galicië en Andreas II van Galicië                 | co-heerschappij door zonen van Joeri                         |
| 1323–1325 | politieke crisis                                             | Galicië: Vladimir van Galicië, Wolynië: Liubartas            |                                                              |
| 1325–1340 | politieke crisis                                             | Boleslaw Joris II                                            | de facto onder de bojaar Dmytro Dedko                        |
| 1340      | politieke crisis                                             | bezetting van Galicië door Casimir III van Polen             | de facto onder de bojaar Dmytro Dedko                        |
| 1341–1349 | politieke crisis                                             | Liubartas                                                    | de facto onder de bojaar Dmytro Dedko                        |
| 1349      | annexatie van Galicië door Hongarije, van Wolynië door Polen | annexatie van Galicië door Hongarije, van Wolynië door Polen | annexatie van Galicië door Hongarije, van Wolynië door Polen |